# Szymon Nehring
Szymon Nehring (Cracovia, 29 settembre 1995) è un pianista polacco.
È l'unico polacco ad aver vinto, nel 2014, il primo premio al Concorso Internazionale Arthur Rubinstein di Tel Aviv. Nel 2015 è risultato finalista al Concorso Chopin di Varsavia, dove si è aggiudicato una menzione d’onore e il premio del pubblico.

## Biografia
Nato a Cracovia, Nehring ha iniziato a studiare pianoforte all'età di cinque anni. Dopo gli studi musicali giovanili a Cracovia si è laureato al Conservatorio di Bydgoszcz nella classe di Stefan Wojtas. Successivamente è stato allievo di Boris Berman presso la Yale School of Music.
Nehring si è esibito con orchestre come la Filarmonica Nazionale Polacca di Varsavia, l'Orchestra Sinfonica Nazionale della Radio Polacca di Katowice, l'Orchestra del Forum Nazionale della Musica di Breslavia, l'Orchestra Santander, la Sinfonia Juventus e la maggior parte delle altre orchestre polacche, oltre all'Orchestra della Filarmonica Israeliana, l'Orchestra Sinfonica di Bamberg, l'Orchestra Filarmonica di Marsiglia, l'Orchestra Sinfonica di Hartford, l'Orchestra Sinfonica di Calgary, l'Orchestra del Secolo XVIII e l'Orchestra Tonhalle di Zurigo. Ha suonato sotto la direzione di musicisti come Jerzy Maksymiuk, Jacek Kaspszyk, Antoni Wit, Grzegorz Nowak, Pablo Heras-Casado, Karina Canellakis, Giancarlo Guerrero, Omer Meir Wellber, John Axelrod, Krzysztof Penderecki, Lawrence Foster e altri.
Si è esibito alla Elbphilarmonie di Amburgo, la DR Koncerthuset di Copenaghen, il Palau de la Musica Catalana di Barcelona, la Konzerthaus di Berlino, il Musikverein di Vienna, la Herkulessaal di Monaco di Baviera. Il 12 dicembre 2019 ha suonato alla presentazione del XVIII Concorso Pianistico Internazionale Fryderyk Chopin presso l'Università La Sapienza di Roma

## Premi e riconoscimenti
Nel 2014 ha ottenuto il primo premio al concorso Arthur Rubinstein in memoriam di Bydgoszcz.
Nel 2015 si è esibito nella fase finale del 17º Concorso Pianistico Internazionale Fryderyk Chopin, ottenendo la menzione speciale e il premio del pubblico.
Nel 2017 ha partecipato al Concorso Internazionale Arthur Rubinstein di Tel Aviv, vincendo il primo premio e altri riconoscimenti speciali, tra cui quello per la migliore esecuzione di un brano di Fryderyk Chopin.

## Discografia
- 2015 - Chopin, Szymanowski, Mykietyn[7]
- 2016 - Chopin. 12 Etiud op. 25, Mazurki op. 33, Polonez[8]
- 2017 - Chopin: Fantazja f-moll op. 49, Barkarola, Nokturny[9]